# Nicodemo Scarfo
Nicodemo Domenico Little Nicky Scarfo Sr. (Nueva York; 8 de marzo de 1929-Butner, Carolina del Norte; 13 de enero de 2017) fue un mafioso estadounidense y el jefe de la familia criminal de Filadelfia desde 1981 hasta 1991. Tomó el cargo tras los asesinatos de sus predecesores Angelo Bruno y Philip Testa en 1980 y 1981 respectivamente. Durante su liderazgo, fue característico por su implacabilidad y su obsesión por la violencia, lo que le ganó una reputación como uno de los jefes criminales más temidos de la Mafia. Fue juzgado de 1987 a 1989, y gracias al testimonio de varios subordinados, declarado culpable de múltiples cargos, incluidos extorsión, asesinato y conspiración. Murió en prisión el 13 de enero de 2017 mientras cumplía su sentencia de 55 años.

## Juventud
Scarfo nació el 8 de marzo de 1929 en Brooklyn, Nueva York, hijo de Philip Scarfo y Catherine Piccolo, inmigrantes de Nápoles y Calabria respectivamente. Tenía una hermana menor, Annunziata (Nancy). A los 12 años, su familia se mudó a Filadelfia, donde Scarfo se graduó del Colegio Benjamin Franklin en 1947. En su joven adultez persiguió una carrera de boxeo amateur, luchando en una multitud de clubes en Filadelfia. Después de un tiempo abandonó esa carrera, y se integró en el crimen organizado a través de su tío Nicholas Nicky Buck Piccolo, un capo en la Mafia de Filadelfia. Su otro mentor en el mundo criminal fue Felix Skinny Razor DiTullio, quién, según el sobrino y futuro subjefe de Scarfo Philip Leonetti, instruyó a Scarfo en el ámbito de la violencia. Según Leonetti:

El primer asesinato de mi tío, lo cometió con Skinny Razor. Había un tipo en Filadelfia del Sur que tenía un puesto de frutas; le llamaban el Vendedor. El hermano del Vendedor tuvo un problema con Skinny Razor y a Skinny Razor le dieron el permiso para matarle. Así que el y mi tío fueron a la tienda del tipo en Filadelfia del Sur. Fue durante una nevada muy mala y el tipo les dejó entrar en la tienda y le mataron. Le apuñalaron a muerte. Cuando acabaron, le cortaron las pelotas y se las pusieron en la boca al tipo. Así aprendió mi tío sobre matar, estando con Skinny Razor.